# John T. Cahill
John Tobin Cahill är en amerikansk affärsman. Han är sedan i december 2014 styrelseordförande VD för Kraft Foods och sedan i mars 2015 vice-styrelseordförande för Kraft Heinz. Han har tagit examen från Harvard University.